# Zone franche du pays de Gex

La zone franche du Pays de Gex est une zone franche douanière instaurée en 1815 sur le territoire français par le traité de Paris consécutif au Congrès de Vienne ; elle se situe au nord-est du département de l'Ain, à la frontière avec la Suisse.

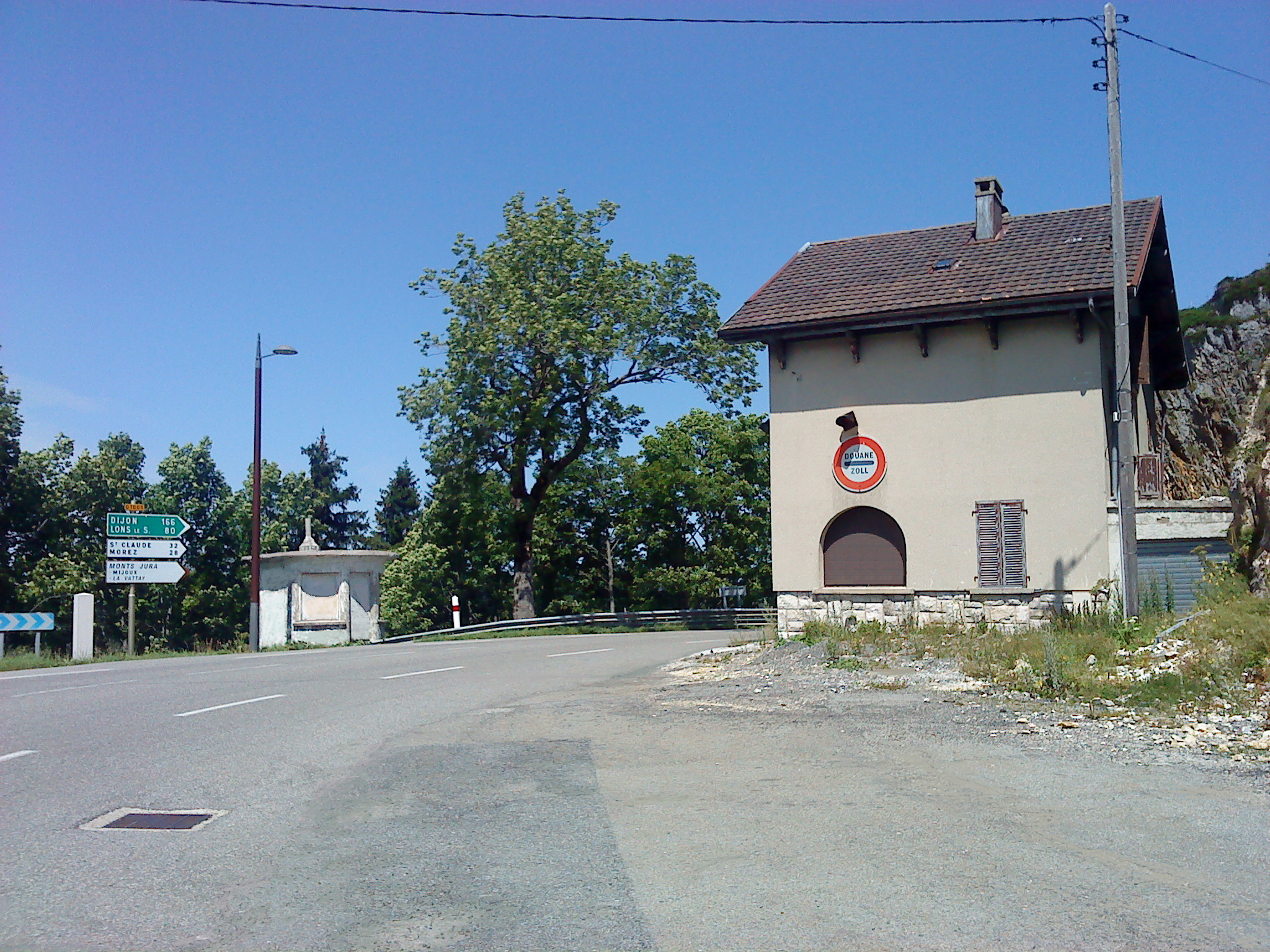
L'ancien bureau de douane du col de la Faucille aujourd'hui désaffecté.

## Délimitation
La zone franche du pays de Gex s’étend, depuis le 1er janvier 1934, de la ligne de crête du Jura dans l’Ain jusqu’aux frontières de la Haute-Savoie et des cantons de Genève et de Vaud. Sa délimitation, fixée par l’arrêté du 15 décembre 1933, débute à la frontière franco-suisse à Divonne-les-Bains, près de la borne 239 C, passe par le col de la Faucille, le Mont Rond, le Colomby de Gex, le Crêt de la Neige, le Reculet et le Crêt-de-la-Goutte. Elle franchit ensuite l’ancienne route nationale n°84 à Collonges, passe par le pont Carnot, puis longe le Rhône jusqu’au point le plus proche de l’embouchure du Couvalannaz, également à Collonges. Les communes gessiennes de Lélex, Mijoux, Chézery-Forens et Léaz ne font pas partie de la zone franche.

## Histoire

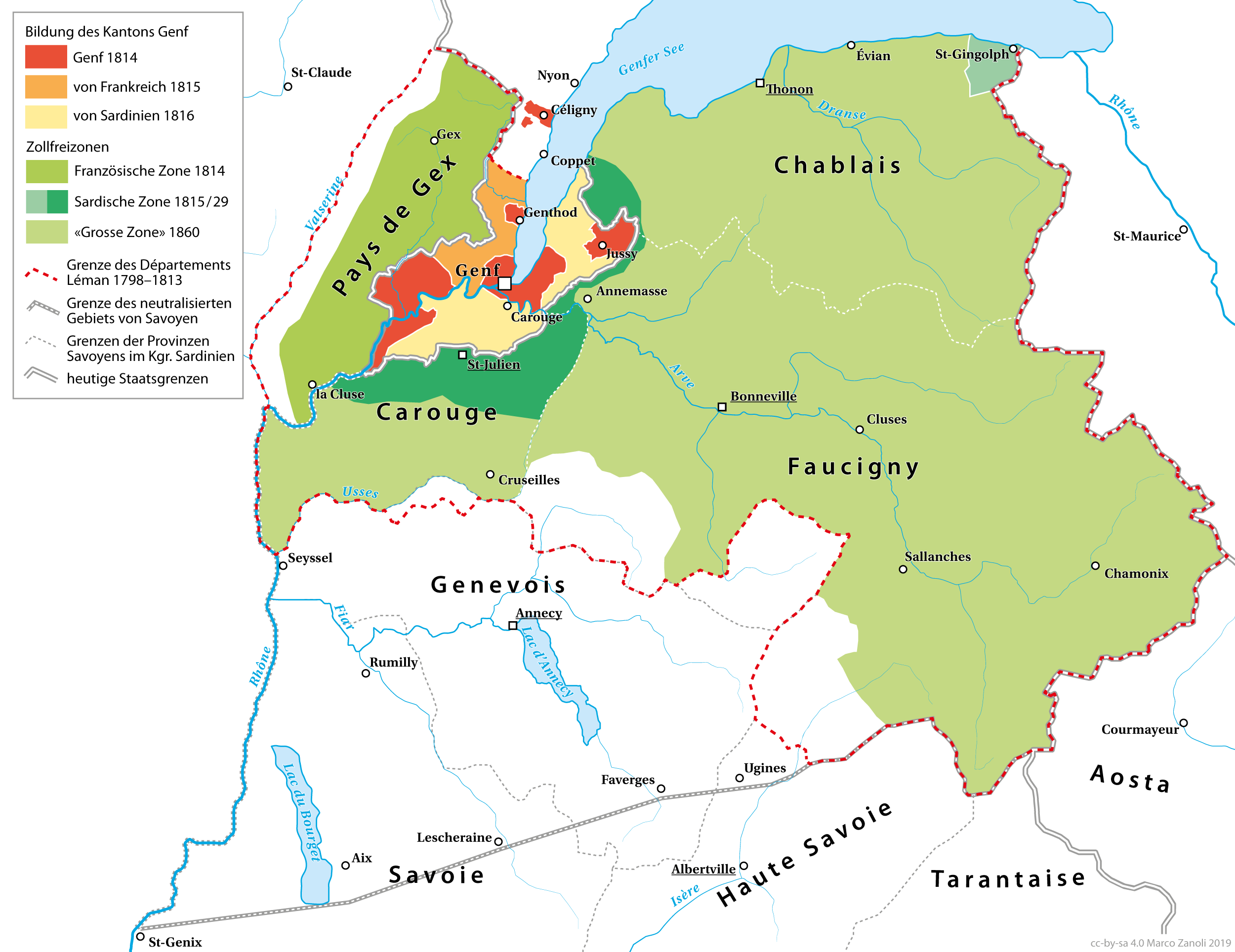
Localisation des zones franches après les traités de Paris de 1815, de Turin de 1816 et 1860.

### La grande zone franche
Après le rattachement du Pays de Gex à la France par le Traité de Lyon du 17 janvier 1601, Henri IV accorde au territoire des privilèges fiscaux par les lettres-patentes délivrés à Poitiers le 25 mai 1602. Cette décision permet aux habitants du Pays de Gex, dont beaucoup sont Genevois et propriétaires fonciers, d’assurer leur prospérité en vendant leur production agricole à la République de Genève. Elle permet également à Genève de s’approvisionner en grains, bétail et autres denrées dans sa banlieue agricole française sans droits de douane. Pour les Gessiens, cette décision maintient en grande partie l’ancienne condition fiscale existante sous domination savoyarde.
Cependant, la puissance des Cinq grosses fermes limite les exceptions accordées aux habitants. La pression fiscale et les abus répétés sur les Gessiens les conduisent, avec le soutien de Voltaire et de Turgot, à négocier un accord. Les lettres-patentes données à Versailles par Louis XVI le 22 décembre 1775 permettent l’affranchissement du Pays de Gex à partir du 1er janvier 1776, à condition que les Gessiens versent une indemnité de 30 000 livres par an aux fermiers généraux. Concernant les droits de sortie des marchandises, les lettres-patentes ne créent pas un état de droit nouveau mais reconnaissent seulement d’anciennes franchises. En revanche, les droits d’entrée sont dorénavant en franchises douanières.
Ces franchises sont abolies par la loi du 5 février 1790, qui replace les douanes françaises à la frontière politique. La République de Genève est ensuite occupée par les troupes françaises le 15 avril 1798 et annexée à la France par le traité du 26 avril 1798, créant le département du Léman, avec Genève comme chef-lieu. L'existence de franchises devient alors obsolète, la frontière politique ayant disparu. La République de Genève est restaurée le 31 décembre 1813, puis est rattachée à la Confédération suisse en tant que canton suisse le 19 mai 1815. À la suite des défaites napoléoniennes et du Congrès de Vienne, le traité de Paris du 20 novembre 1815 permet au canton de Genève d'annexer plusieurs communes gessiennes, à défaut de l'annexion totale du Pays de Gex, afin d'assurer sa continuité territoriale avec la Suisse ainsi que le rétablissement des franchises antérieures. Le paragraphe 3 de l'article 1er de ce traité permet au canton d’annexer les communes de Versoix, Collex-Bossy, Genthod, Grand-Saconnex, Meyrin et Vernier. Ce même article repousse la ligne de douane française jusqu'à la Valserine. « La ligne des douanes françaises sera placée à l’ouest du Jura, de manière que tout le pays de Gex se trouve hors de cette ligne. ». Le Pays de Gex peut à nouveau commercer librement avec Genève.
À la même période, deux zones franches similaires sont créées. La zone sarde, aujourd’hui appelée zone franche de la Haute-Savoie, est créée entre la Confédération suisse et le royaume de Sardaigne par le traité de Turin du 16 mars 1816. La zone franche de Saint-Gingolph est créée par le Manifeste de la Cour des Comptes de Sardaigne du 9 septembre 1829.
À la suite de la formation de l’État fédéral de 1848, la Suisse adopte de nouvelles lois relatives aux péages et place ses frontières douanières à sa frontière politique. Cette réorganisation modifie les relations économiques avec le Pays de Gex. Alors que les importations en provenance de Suisse restent libres, les exportations depuis la zone franche sont désormais soumises aux droits de douane fédéraux. Des négociations sont alors engagées entre la France et la Suisse afin de rétablir les franchises prévues par le traité de Paris de 1815. Elles aboutissent à l’arrêt du Conseil fédéral du 1er septembre 1853, par lequel les produits agricoles et les matières premières sont de nouveau admis en franchise douanière. En revanche, les articles industriels sont soumis à un droit modéré et à des quotas.
Ce cadre est complété par le traité de commerce du 30 juin 1864 qui régit les relations commerciales entre la Suisse et la France. Un règlement relatif au Pays de Gex est annexé au traité, précisant le régime applicable à la zone franche. Certains produits, principalement agricoles, sont admis en Suisse en franchise douanière et en quantité illimitée, tandis que d’autres marchandises sont soumises à un droit d’entrée correspondant au quart du droit fédéral, dans la limite de quotas. Un nouveau traité de commerce est conclu entre les deux pays le 23 février 1882, comprenant une nouvelle fois en annexe un règlement relatif au Pays de Gex. Les droits d’entrée instaurés par le traité de 1864 sont supprimés.
Entre 1892 et 1895, une guerre des tarifs oppose la France et la Suisse. Un arrangement commercial entre les deux pays est conclu le 23 juillet 1892 et comprend en annexe des dispositions pour le Pays de Gex. Cependant, il n’est pas ratifié par la Chambre des députés alors que les termes sont identiques à ceux du traité de 1882, hormis certains quotas en augmentation. Cette non-ratification provoque la rupture des relations commerciales franco-suisses. L’arrêté du Conseil fédéral du 27 décembre 1892 abroge les dispositions du traité du 23 juillet 1892, y compris les franchises du Pays de Gex. Dès le 1er janvier 1893, le tarif général, complété par surélévations tarifaires, s’applique aux exportations de la zone franche. Cependant, le Pays de Gex continue d'admettre les exportations suisses en franchise.
Après quelques mois, la Suisse adopte l’arrêté du 9 mai 1893 qui renoue partiellement les relations économiques entre le Pays de Gex et le canton. Certains produits comme le vin et le bétail bénéficient de franchises dans la limite de quotas. Des négociations se poursuivent dans les deux pays en vue de rétablir une situation économique favorable. Le Conseil fédéral suisse adopte l’arrêté du 23 février 1895 qui entre en vigueur le 1er mars 1895. Il abroge l’arrêté du 9 mai 1893 et définit, jusqu’à nouvel ordre, les importations des zones franches du Pays de Gex et de la Haute-Savoie. La crise prend fin avec l’arrêté du Conseil fédéral du 16 août 1895 sur l'entente commerciale avec la France. Ce dernier abroge les arrêtés du 27 décembre 1892 et du 23 février 1895 et rétablit les dispositions de l’arrangement commercial du 23 juillet 1892.

### La petite zone franche

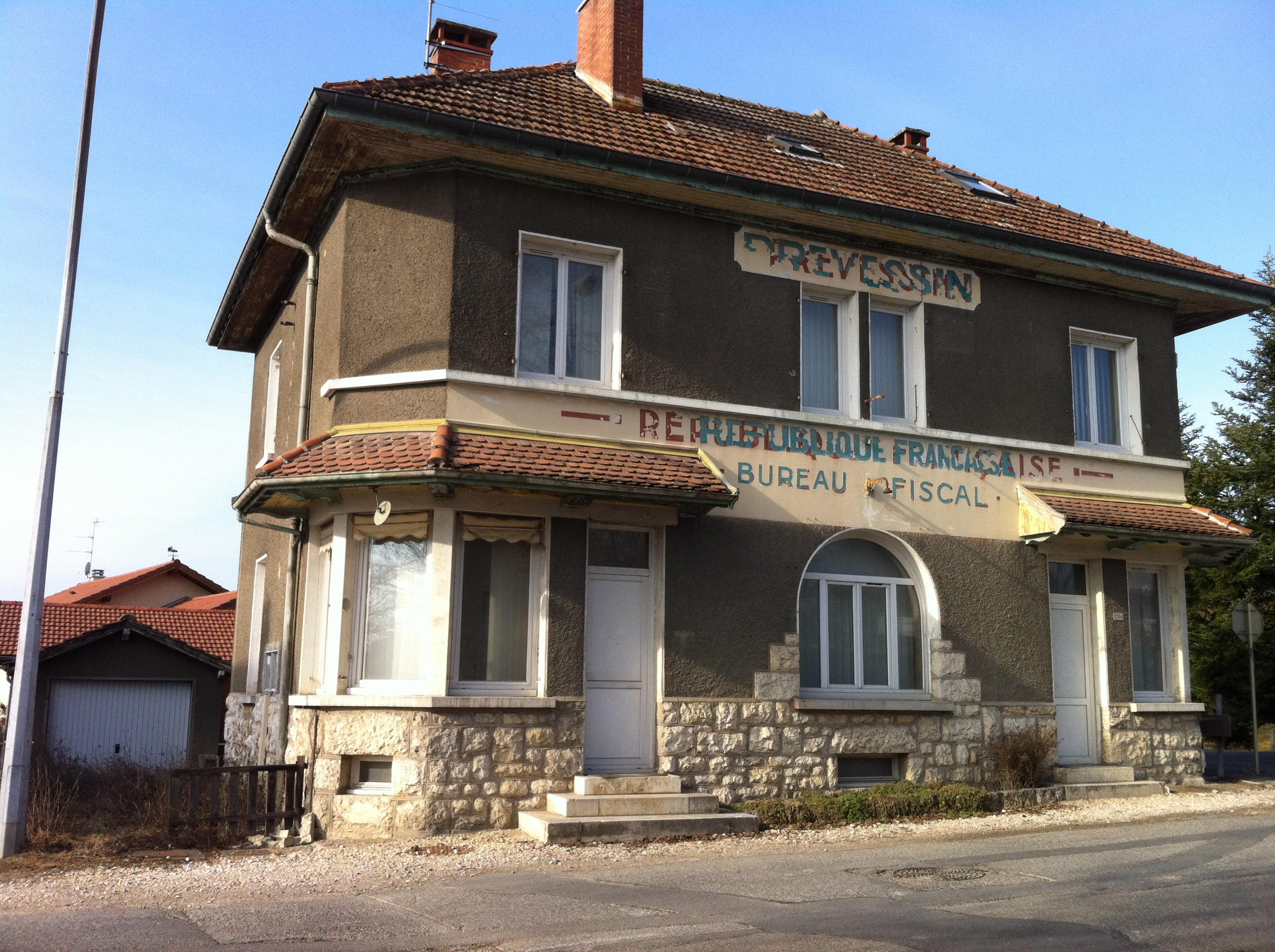
L'ancien bureau fiscal de Mategnin, à Prévessin-Moëns, aujourd'hui désaffecté.

Au lendemain de la Première Guerre mondiale, la France entreprend des pourparlers avec la Suisse pour obtenir la suppression des zones franches du pays de Gex et de Savoie. Un accord est signé le 7 août 1921, mais cette convention est rejetée à une énorme majorité le 8 février 1923 par le peuple suisse lors d'un référendum obligatoire. La France décide de passer outre et repousse sa frontière douanière jusqu'à sa frontière politique. L'affaire est portée devant la Cour permanente de justice internationale de La Haye, qui condamne la France, par un arrêt en date du 7 juin 1932, à rétablir les zones franches au plus tard le 1er janvier 1934. À cette date, la France recule sa ligne douanière, non plus jusqu'à la Valserine, mais sur les crêts du Jura, avec un poste de douane au col de la Faucille. Elle installe de surcroît des bureaux fiscaux tout au long de sa frontière avec le canton de Genève afin de percevoir les contributions indirectes sur les marchandises. Les contrôles d'identité liés au passage de la frontière s'effectuent également au niveau de ces bureaux fiscaux.
Après l'entrée de la Suisse dans l'espace Schengen le 12 décembre 2008, la France entreprend de démanteler la plupart de ses bureaux fiscaux, ainsi que les bureaux de douane du col de la Faucille et de Collonges.

## Régime douanier

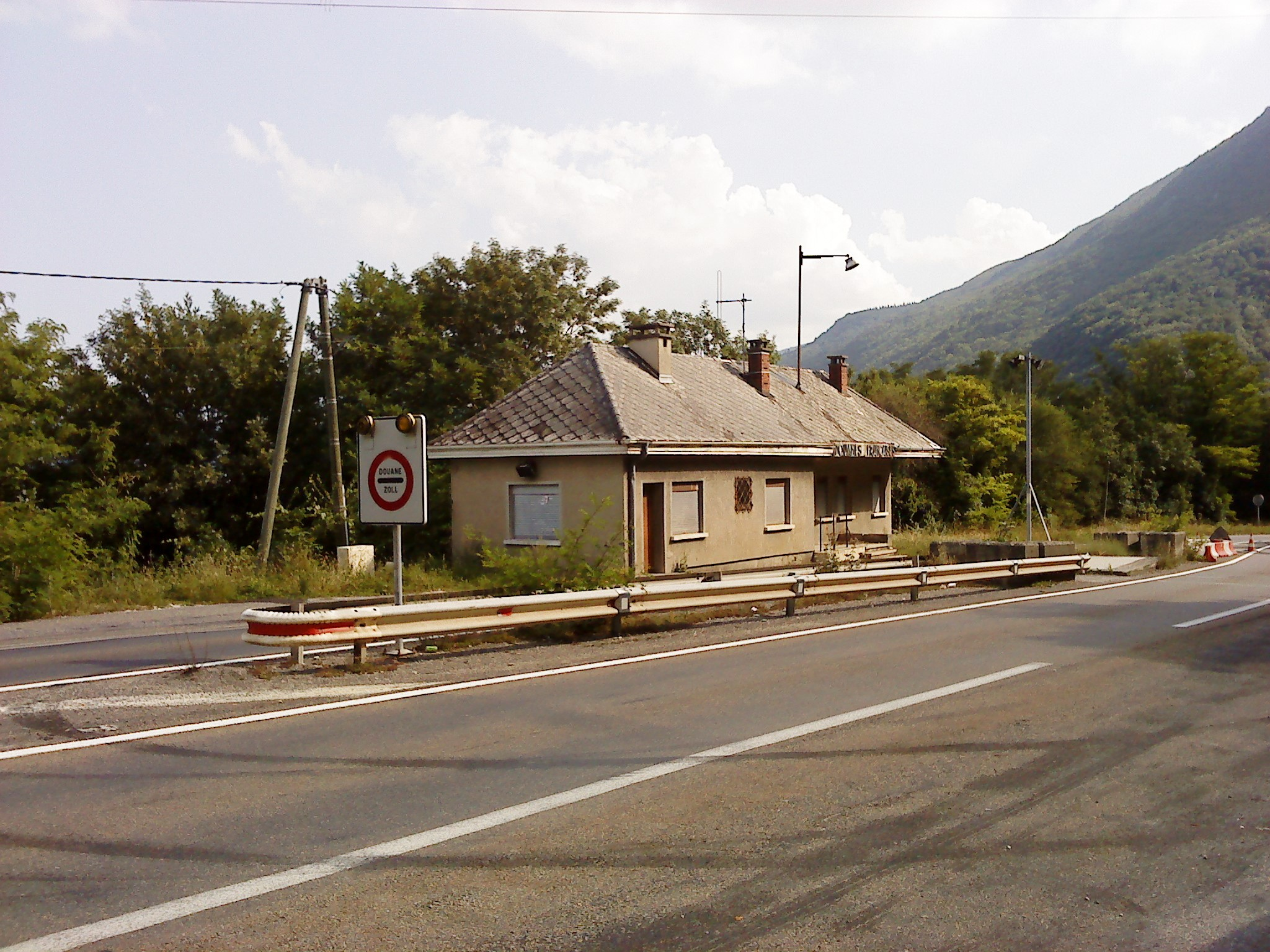
L'ancien bureau de douane de Collonges, aujourd'hui désaffecté.

Les marchandises peuvent être importées et exportées en franchise de droits de douane. Les postes frontières français installés le long de la frontière avec le canton de Genève sont des bureaux fiscaux destinés à percevoir les contributions indirectes dues en France. Les bureaux de douane destinés à percevoir les droits de douane sont disposés aux points de passage entre la zone franche et le territoire douanier français ; depuis 1934 et le retrait de la zone franche de la Valserine aux crêts du Jura, il ne subsiste que deux points de passage, l'un au col de la Faucille et l'autre à Collonges-Fort-l'Écluse.
Dans la seconde moitié du XXe siècle, les différents traités conclus sous l'égide du GATT puis de l'OMC ont abouti à une baisse très sensible des droits de douane ; les accords européens ont même abouti à leur disparition entre les pays membres de l'Union européenne, puis entre ceux-ci et la Suisse. Dans le même temps, la TVA augmentait régulièrement, de sorte que les privilèges zoniens ont perdu pratiquement toute leur substance.
Aujourd'hui, la zone franche permet encore aux agriculteurs gessiens de vendre leur production en Suisse en exemption de droits dans la limite de quotas annuels. Elle permet également aux Gessiens d'acheter des voitures fabriquées en dehors de l'Union européenne en franchise douanière ; ces véhicules sont reconnaissables à une plaque d'immatriculation particulière dite « véhicule pays de Gex », à fond rouge avec caractères argentés incluant un identifiant territorial (avant le 15 avril 2009, leur plaque rouge était immatriculée en transit temporaire sans date limite de validité dans la série TTW).